# Rose Després
Pour les articles homonymes, voir Després.
Rose Després est une musicienne, une interprète, une comédienne et une poétesse acadienne née en 1950 à Cocagne, au Nouveau-Brunswick (Canada).

## Biographie
Rose Després naît le 7 avril 1950 à Cocagne, au Sud-Est du Nouveau-Brunswick. Elle est la sixième de 10 enfants et s'intéresse très jeune à l'éducation, la musique, le conte, le théâtre, la danse et les apprentissages artistiques et culturels de tous genres grâce à ses parents, sa communauté et sa famille. Elle obtient un baccalauréat en lettres à l'Université de Moncton en 1973. Comédienne, musicienne, interprète et traductrice, elle aime beaucoup les langues et elle travaille dans divers domaines liés à l'enseignement et aux arts. Elle collabore principalement comme bénévole au sein de divers organismes autant artistiques que culturels et a été membre fondateur de la maison d'édition Perce-Neige en Acadie dans les années 1980, présidente de la première Association des écrivains acadiens (AEA) en 1984-1985 et fondatrice de la revue littéraire Ancrages, revue acadienne de création littéraire en 2004. Elle fait partie de la délégation d'artistes accompagnant Adrienne Clarkson lors de son voyage officiel en Allemagne en 2001.
Elle publie aux éditions Perce-Neige à Moncton Nouveau-Brunswick, les recueils Fièvre de nos mains (1982), Requiem en saule pleureur (1986), Gymnastique pour un soir d'anguilles (1996), La Vie prodigieuse (2000), qui lui vaut le prix Antonine Maillet/Acadie Vie, et ensuite aux éditions Prise de parole à Sudbury, Ontario, Si longtemps déjà (2009), lauréat du prix Éloizes, Vraisemblable 2014 et Séjour à Belle-Côte 2021, qui lui a valu un deuxième prix Antonine Maillet/Acadie vie en 2022. Ses oeuvres poétiques sont une réflexion sur le rôle que la poésie peut mener dans la quête d'un sens à la vie. Rose Després a fait un retour aux études universitaires en traduction de 2010-2012 pour être reconnue comme traductrice littéraire et elle a publié la traduction de Killdeer du poète ontarien Phil Hall (Le pluvier Kildir) chez Prise de Parole en 2015, suivi de Femme rivière, la traduction de Riverwoman de la poète métisse du Manitoba, Katherena Vermette.